# Font de la Tuna

La Font de la Tuna, respecte del terme de Castellcir

La Font de la Tuna és una font del poble de Castellcir, en el terme municipal del mateix nom, a la comarca del Moianès.
Està situada a 712 metres d'altitud, a la vall del Torrent de Sauva Negra, al sud-est de les ruïnes de la masia de la Tuna. És a l'esquerra del torrent esmentat, a llevant del Pas de la Tuna, a ponent de la Casanova del Castell.